# Cadafael ap Cynfeddw
Cadafael ap Cynfeddw fue rey de Gwynedd (reinado 634 - c. 655). Llegó al trono tras la muerte en batalla de su predecesor, Cadwallon ap Cadfan.
Inusual para su época, Cadafael no era miembro de ninguna familia principal de Gwynedd. Su nombre aparece en las Tríadas galesas como uno de los "Tres reyes, que eran de los hijos de desconocidos" (a veces referidos como los "Tres Reyes Campesinos"), donde es identificado como "Cadafael, hijo de Cynfeddw en Gwynedd".
El reinado de Cadafael fue un momento crítico para el futuro de los Cymry (galeses y britanos del norte). Hubo una alianza entre los Cymry y Penda de Mercia, inicialmente forjada por Cadwallon ap Cadfan, y había una guerra en curso contra el entonces en auge Reino de Northumbria.
Aunque la alianza era eficaz y cosechó éxitos notables,  acabó desastrosamente con la muerte de Penda y la implantación de la supremacía Northumbriana al norte y al sur de las Midlands. Los reinos de Pengwern, Manaw Gododdin, Gododdin, y Rheged serían permanentemente eliminados. Los reinos de Gwynedd, Powys, y Alt Clud se vieron mermados en su extensión. La culpa recayó sobre la reputación de Cadafael.

## Contexto
Cuando el predecesor de Cadafael, Cadwallon ap Cadfan llegó al trono c. 625, la fortuna del Reino de Gwynedd atravesaba un mal momento. Edwin de Northumbria triunfaba en todas partes, habiendo conquistado y absorbido a los Cymry de Elmet y derrotando decisivamente a los galeses en Chester en 616. Edwin ocuparía exitosamente Lindsey en 625, e invadió y venció a Wessex en 626. También invadiría y ocuparía Anglesey, sitiando a Cadwallon en Ynys Seiriol y forzándole a huir a Irlanda.
Cuando Cadwallon regresó, fue capaz de recuperar Gwynedd y devolver al país a una posición de viabilidad. Para ello contó con una alianza de todos los reyes galeses, incluyendo Gwynedd, Powys, y Pengwern con el ambicioso Penda, rey de Mercia, quien, al igual que los galeses, se veía amenazado por los éxitos de Edwin. Juntos desafiarían el ascenso de Northumbria, y la alianza finalmente conseguiría derrota y matar a Edwin en 633 en la Batalla de Hatfield Chase (en galés: Gwaith Meigen) cerca de Doncaster en South Yorkshire. Northumbria se dividió entonces en sus dos reinos constituyentes Bernicia y Deira, y Cadwallon venció y derrotó a sus nuevos reyes, Eanfrith de Bernicia y Osric de Deira.
El éxito de Cadwallon trajo esperanzas renovadas, pero Oswald, sucesor de Eanfrith en Bernicia volvería a reunir Northumbria en un reino, liderando la Batalla de Heavenfield (Bellum Cantscaul en los Annales Cambriae) cerca de Hexham en 634, donde derrotó y asesinó a Cadwallon.

## Reinado de Cadafael
Cadafael renovó la alianza de Cadwallon con Penda y los otros reyes galeses, y las guerras contra Northumbria continuaron en el norte y las Midlands.  En algún momento entre 635 y 641 Penda derrotó al Reino de Estanglia y asesinó a su rey Egric. También mató al sucesor de Egric, Anna en 654, estableciéndose como el poder dominante en la región. La acción más significativa ocurrió en la Batalla de Maserfield (en galés: Maes Cogwy) en 642/4, cerca de Oswestry. Allí Penda y sus aliados galeses derrotaron y mataron a Oswald.
Las guerras fueron menos bien en el norte. Northumbria aseguró la región costera oriental entera de Lothian (i.e., Gododdin) en 638 o poco después, y hubo batallas contra los hombres de Alt Clut (el estado predecesor de Strathclyde) en el 640 es. Mientras que no conocemos el resultado de las batallas, la mayor parte del sur de la actual Escocia quedó bajo control de Northumbria. Aun así, Penda y su alianza seguían siendo una amenaza importante, y sitiaron al sucesor de Oswald, Oswiu en su fortaleza de Bamburgh en 650 o 651, aunque no le derrotaron.
El momento definitivo llegó en 655, cuándo Penda encabezó nuevamente una alianza de mercianos, galeses, deiranos, y anglos orientales contra Bernicia, asediando a Oswiu en un baluarte en algún lugar en el del norte y obligándole a pedir la paz. Habiendo logrado esta victoria, con un alto coste,, los miembros de la alianza regresaron al sur.
Sin embargo, mientras Oswiu había sido batido no había sido derrotado. Con muchos de sus líderes muertos, la alianza fue cogida de imprevisto por una incursión de Oswiu en Winwaed (en galés: Maes Gai, ubicación incierta). Penda fue asesinado, acabando la alianza y asegurando la supremacía de Bernicia.
Oswiu aprovechó la derrota de Penda y lanzando un ataque sorpresa contra la corte de Pengwern llys, asesinando al rey Cynddylan y virtualmente eliminando la familia real entera. Después Pengwern desaparece del registro histórico, con algunos de sus supervivientes que se mueven hacia el oeste a Mathrafal.

## Fin de una época
Oswiu reunificó Bernicia y Deira en Northumbria y estableció un dominio provisional sobre Mercia, convirtiéndose en el principal poder militar y político al norte del Humber. Mercia pronto se liberaría de la ocupación de Northumbria y se recuperaría para convertirse en la potencia dominante en lasMidlands.
El futuro fue muy diferente para los Cymry de Gales del norte  y de el viejo norte. Mientras Alt Clud recuperaría su independencia y renacería como estado, los reinos de Manaw Gododdin, Gododdin, y Rheged fueron totalmente destruidos y desaparecieron del registro histórico. Gwynedd declinaría más allá hasta ser incapaz de defender su propio territorio, no recuperándose plenamente durante 200 años. Powys también quedó debilitado, y no volvería a tener poder militar hasta su unión con Gwynedd bajo Rhodri el Grande 200 años más tarde.